# Flandern-Rundfahrt 1996
Die Flandern-Rundfahrt 1996 war die 80. Austragung der Flandern-Rundfahrt, eines eintägigen Straßenradrennens. Es wurde am 7. April 1996 über eine Distanz von 269 km ausgetragen. Das Rennen wurde von Michele Bartoli vor Fabio Baldato und Johan Museeuw gewonnen.

## Teilnehmende Mannschaften
| MG Boys Maglificio-Technogym Mapei-GB Rabobank Lotto Festina-Lotus Roslotto-ZG Mobili | TVM-Farm Frites Team Polti Carrera Jeans Gewiss-Playbus Motorola GAN | Team Telekom Panaria-Vinavil Saeco-AS Juvenes San Marino Ceramiche Refin-Mobilvetta AKI-Gipiemme San Marco Group-Fago |

| Collstrop-Lystex | Brescialat-Verynet | Vlaanderen 2002-Eddy Merckx | Palmans-Ideal |

## Ergebnis
| Rang | Fahrer                | Team                         | Zeit       |
| ---- | --------------------- | ---------------------------- | ---------- |
| 1    | Michele Bartoli       | MG Boys Maglificio-Technogym | 6h 27' 00" |
| 2    | Fabio Baldato         | MG Boys Maglificio-Technogym | + 55"      |
| 3    | Johan Museeuw         | Mapei-GB-Latexco             | gl. Zeit   |
| 4    | Viatcheslav Ekimov    | Rabobank                     | gl. Zeit   |
| 5    | Fabiano Fontanelli    | MG Boys Maglificio-Technogym | gl. Zeit   |
| 6    | Andreï Tchmil         | Lotto                        | gl. Zeit   |
| 7    | Laurent Brochard      | Festina-Lotus                | gl. Zeit   |
| 8    | Alexander Gontchenkov | Roslotto-ZG Mobili           | gl. Zeit   |
| 9    | Rolf Sørensen         | Rabobank                     | gl. Zeit   |
| 10   | Peter Van Petegem     | TVM-Farm Frites              | gl. Zeit   |